# 2700 Baikonur
2700 Baikonur (1976 YP7) là một tiểu hành tinh vành đai chính được phát hiện ngày 20 tháng 12 năm 1976 bởi Chernykh, N. ở Nauchnyj.